# Liste de basiliques catholiques
Cette liste de basiliques catholiques a pour objet de recenser les basiliques catholiques à travers le monde. Elles sont toutes dites « mineures », à l'exception de quatre basiliques de Rome, dites « majeures ». La grande majorité sont dédiées à Notre-Dame, mère de Jésus-Christ.

## Basiliques majeures (à Rome)

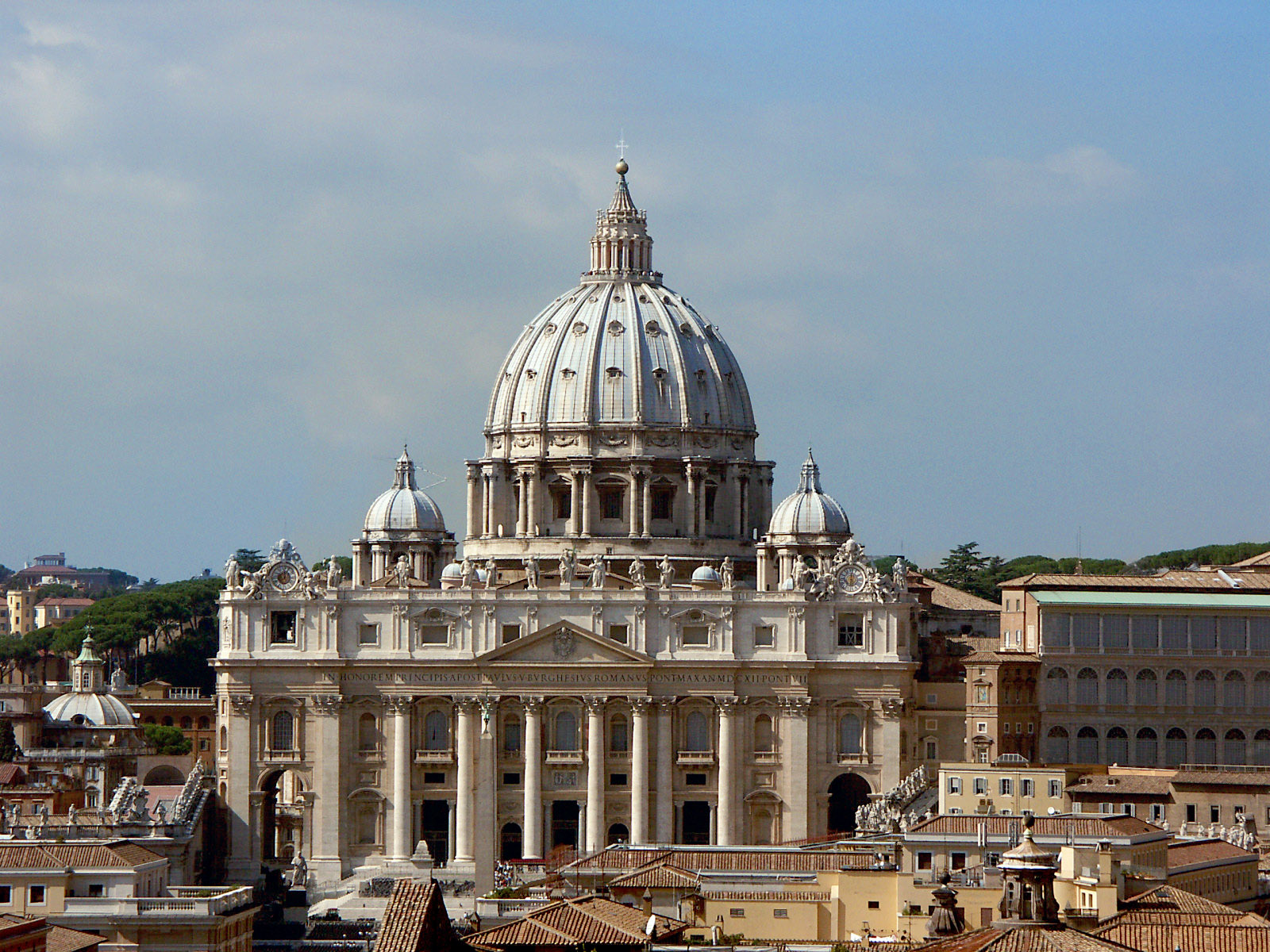
Basilique Saint-Pierre de Rome

Les basiliques majeures sont au nombre de quatre et se trouvent toutes à Rome :
- Saint-Pierre de Rome, au Vatican, où se trouve le tombeau de saint Pierre
- Saint-Jean de Latran, cathédrale de Rome et du monde
- Sainte-Marie-Majeure, avec la relique de la Crèche
- Saint-Paul-hors-les-Murs, sur la Via Ostiensis, où se trouve le tombeau de saint Paul

Chacune de ces basiliques comporte une Porte Sainte, qui est ouverte uniquement durant l'Année sainte ou Jubilé. À certaines conditions, il est possible, y compris en dehors des Jubilés, d'obtenir l'indulgence plénière dans ces basiliques.
Ces basiliques majeures marquent l'aboutissement principal du pèlerinage de Rome. Avec trois basiliques mineures, à savoir la basilique Sainte-Croix-de-Jérusalem, la basilique Saint-Laurent-hors-les-Murs et la basilique Saint-Sébastien-hors-les-Murs, elles sont intégrées dans le tour des sept églises.

## Basiliques mineures

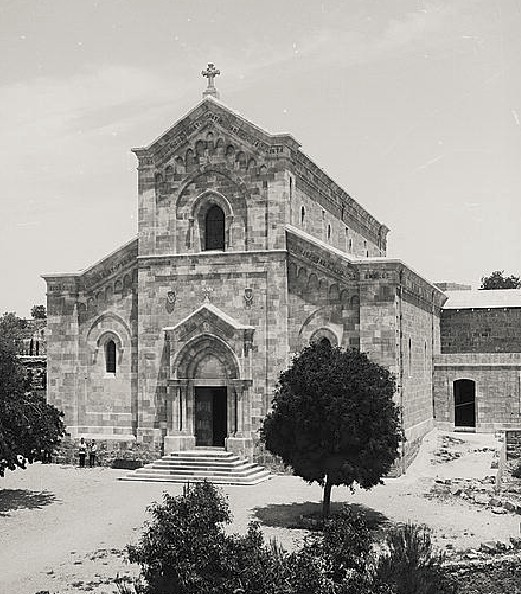
L'église franciscaine d'Emmaüs à Al-Qubaybah (basilique mineure).

### Terre Sainte
- Basilique de l'Annonciation, à Nazareth.
- Basilique du Saint-Sépulcre, à Jérusalem.
- Basilique Sainte-Anne, à Jérusalem.
- Basilique de la Nativité de Bethléem, à Bethléem
- Basilique Saint-Étienne de Jérusalem, à Jérusalem
- Basilique de la Transfiguration, sur le mont Thabor
- Basilique byzantine d'Emmaüs Nicopolis
- L'église franciscaine d'Emmaüs à Al-Qubaybah (basilique mineure, décret basilique : 10/12/1919)

### Europe

#### Autriche
- Abbaye de Lilienfeld
- Abbaye de Saint-Florian
- Basilique Saint-Michel à Absam
- Basilique de Mariazell, à Mariazell, en Styrie
- Basilique de Wilten à Innsbruck
- Basilique de Maria Plain à Salzbourg

#### Belgique

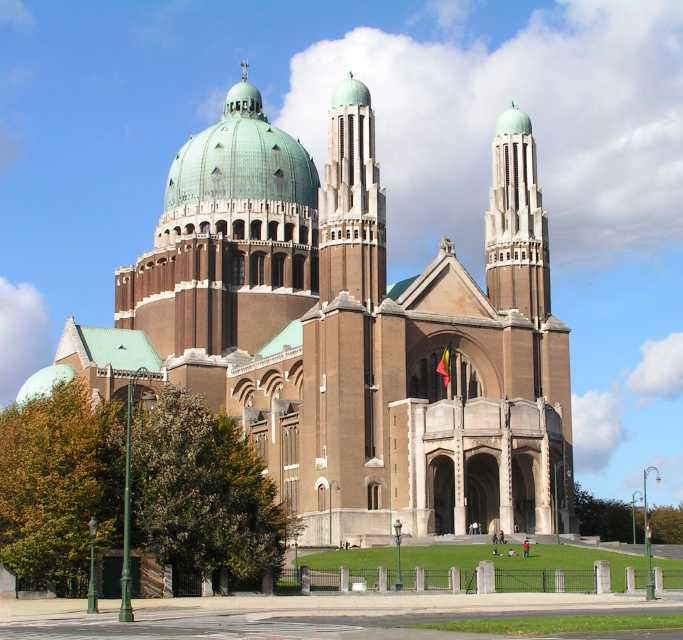
La basilique du Sacré-Cœur de Koekelberg

- Basilique Notre-Dame du Val-Dieu, à Aubel
- Basilique Notre-Dame à Bon-Secours
- Basilique du Saint-Sang, à Bruges
- Basilique du Sacré-Cœur de Koekelberg, à Bruxelles
- Basilique Notre-Dame de Chèvremont, à Chaudfontaine
- Basilique Notre-Dame de Dadizele à Dadizele
- Basilique Saint-Benoît de Maredsous à Denée
- Basilique Notre-Dame d'Oostakker à Gand
- Basilique Saint-Martin de Hal, à Hal
- Basilique Saint-Martin, à Liège
- Basilique Notre-Dame de Hanswijk à Malines
- Basilique Notre-Dame de Montaigu, à Montaigu-Zichem (Brabant flamand)
- Basilique Saint-Hubert ou Saints-Pierre-et-Paul, à Saint-Hubert
- Basilique Notre-Dame de Tongre, à Tongre-Notre-Dame, Chièvres (Hainaut).
- Basilique Notre-Dame de Bonne-Espérance, à Estinnes (Vellereille-les-Brayeux)
- Basilique Saint-Materne de Walcourt, à Walcourt
- Basilique Notre-Dame de Basse-Wavre, à Wavre
- Basilique Notre-Dame d'Orval, à Villers-devant-Orval (Florenville)
- Basilique Notre-Dame, à Tongres (Limbourg)
- Basilique Notre-Dame Virga-Jessé à Hasselt (Limbourg)
- Basilique Notre-Dame au Cœur d'Or à Beauraing (Namur)
- Basilique Saint-Hermès à Renaix
- Abbaye de Grimbergen

Ni l'église Saint-Christophe de Charleroi, ni la « basilique du Sacré-Cœur », faisant partie du Mémorial Interallié, à Liège (Cointe) n'ont reçu officiellement le titre de basilique, même si elles sont couramment désignées ainsi par les habitants de ces deux villes.

#### Croatie
- Basilique Euphrasius (Eufrazijeva bazilika), à Poreč (VIe siècle)
- Cathédrale Sainte-Euphémie à Rovinj (1506)

#### Espagne
- Cathédrale de Ciutadella
- Cathédrale de Sigüenza
- Monastère de Lluc sur l'île de Majorque

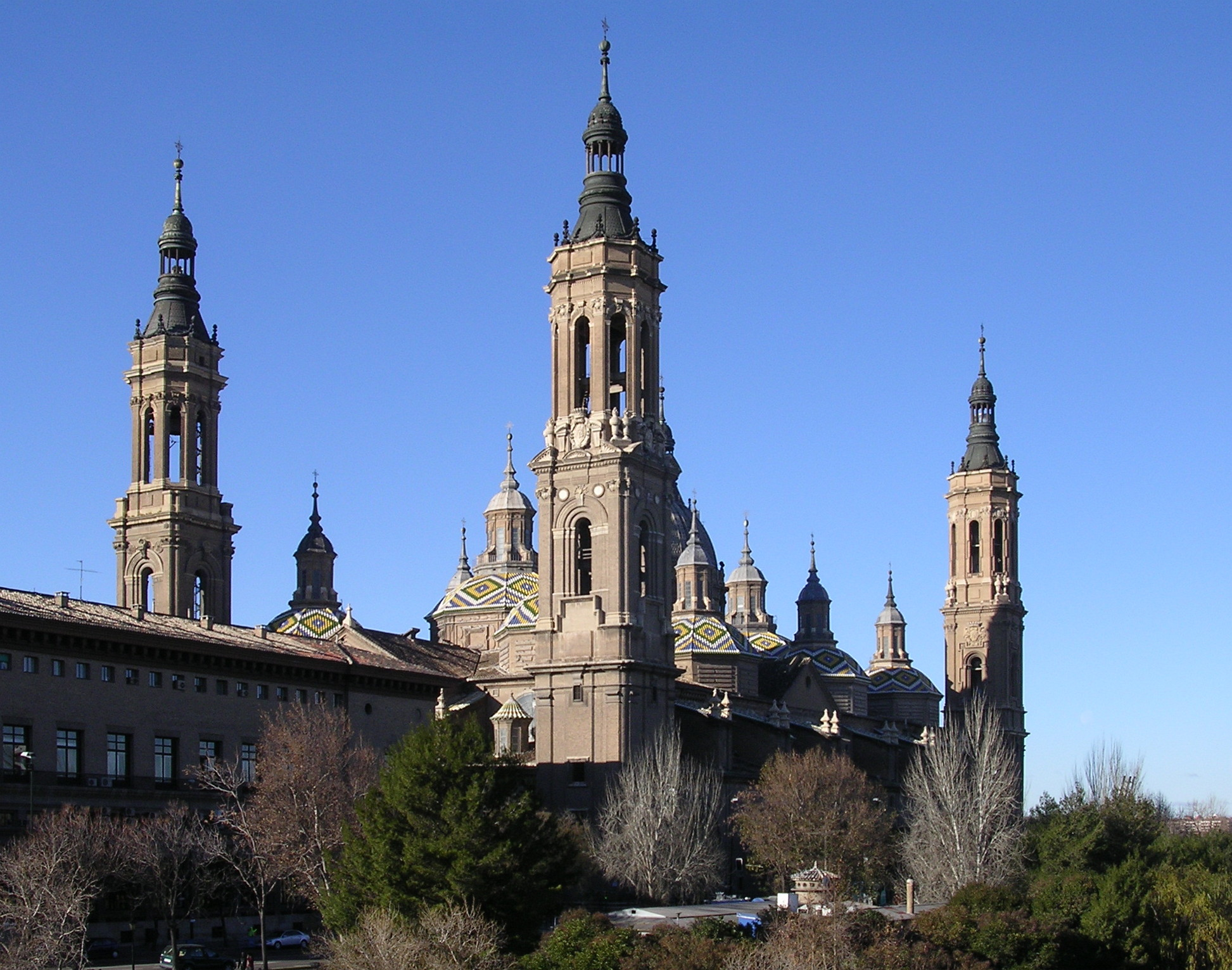
Basilique del Pilar à Saragosse

- Monastère royal de Santa María de Guadalupe
- Abbaye de Montserrat[1]
- Basilique de la Sainte-Famille (Sagrada Família) à Barcelone
- Basilique Saints-Just-et-Pasteur de Barcelone
- Cathédrale Sainte-Croix de Barcelone
- Basilique de San Vicente (de los Santos Hermanos Mártires, Vicente, Sabina y Cristeta) à Ávila
- Basilique Saint-Jean-d'Avila de Montilla
- Basilique Notre-Dame-du-Pilier à Saragosse
- Basilique Sainte-Engrâce de Saragosse
- Basilique Saint-Martin de Mondoñedo, à Foz
- Basilique Saint-François-Xavier du château de Javier
- Basilique Nuestro Padre Jesús de Medinaceli, à Madrid
- Église collégiale Saint-Isidore de Madrid
- Basilique-cathédrale du Saint-Esprit à Terrassa
- Basilique de la Candelaria à Tenerife
- Basilique Sainte-Marie-du-Chœur de Saint-Sébastien
- Basilique Notre-Dame-de-l'Assomption de Lekeitio
- Basilique Notre-Dame-du-Pin à Teror (Grande Canarie)[2]
- Basilique Sainte-Croix de la vallée de Los Caídos, à quelques kilomètres de l'Escurial, en Castille
- Basilique Sainte-Marie-Majeure de Pontevedra
- Basilique Saint-François-le-Grand à Madrid
- Basilique del Juramento de San Rafael, à Cordoue
- Basilique del Gran Poder à Séville[3]
- Basilique de la Macarena
- Cathédrale de Segorbe
- Sanctuaire d'Arantzazu

#### Hongrie
- Basilique Saint-Étienne à Pest
- Basilique-cathédrale d'Eger à Eger

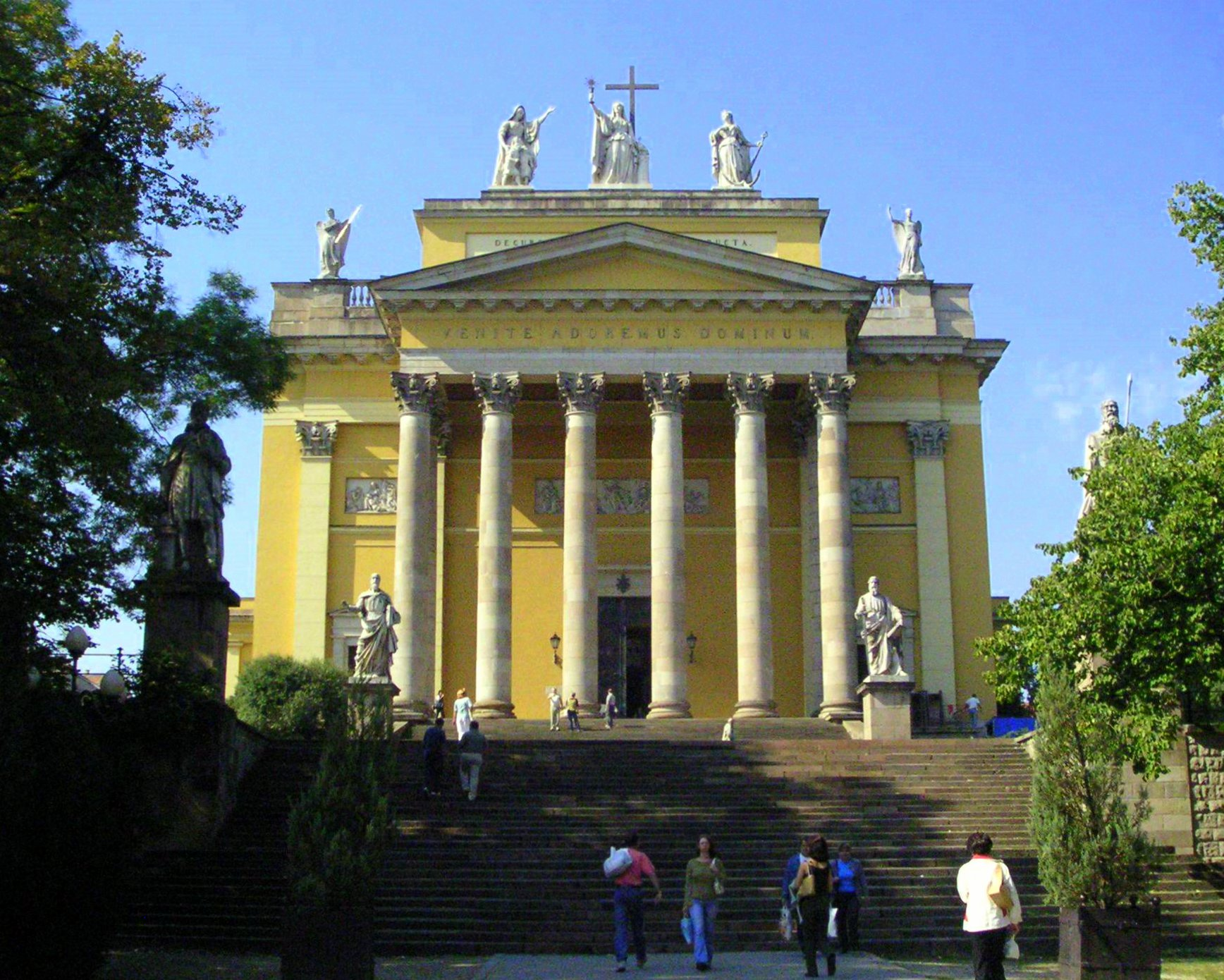
Basilique Eger de Spekulából

- Cathédrale Saint-Adalbert à Esztergom
- Basilique Saint-Michel à Veszprém

#### Lettonie
- Basilique de la Vierge Marie à Aglona

#### Luxembourg
- Abbaye d'Echternach

#### Malte
- Basilique Notre-Dame-du-Mont-Carmel de La Valette
- Basilique Notre-Dame des ports salvateurs et Saint-Dominique de La Valette
- Basilique Sainte-Hélène de Birkirkara
- Basilique Saint-Georges de Rabat
- Sanctuaire national Ta' Pinu de Għarb
- Sanctuaire Sainte-Marie-de-l'Assomption de Mosta
- Église Saint-Paul de Rabat

#### Pays-Bas
- Basilique Saint-Nicolas d'Amsterdam
- Cathédrale Saint-Bavon de Haarlem
- Cathédrale de Bois-le-Duc
- Basilique Saint-Servais de Maastricht

#### Pologne
- Basilique Sainte-Marie à Cracovie
- Basilique-cathédrale du Wawel à Cracovie
- Basilique Saint-Florian à Cracovie
- Sanctuaire de la Miséricorde-Divine, basilique, à Cracovie
- Sanctuaire de Kalwaria Zebrzydowska, avec basilique
- Ancienne basilique de Licheń à Licheń Stary
- Basilique Notre-Dame de Licheń à Licheń Stary
- Basilique Saint-Jacques à Olsztyn
- Basilique-archicathédrale Saints-Pierre-et-Paul à Poznań
- Basilique collégiale des Saints Pierre et Paul à Strzegom
- Basilique-cathédrale Saint-Jacques à Szczecin
- Abbaye Sainte-Edwige, basilique à Trzebnica
- Temple de la Divine Providence à Varsovie
- Collégiale de la Nativité-de-Notre-Dame, basilique, à Wiślica
- Basilique Sainte-Élisabeth à Wrocław
- Basilique collégiale de Poznan

#### Portugal
- Basilique Notre-Dame-du-Rosaire à Fátima
- Sanctuaire du Bon Jésus du Mont à Braga
- Sanctuaire de Notre-Dame des Remèdes à Lamego
- Basilique Notre-Dame de Sameiro à Braga
- Basilique des Congregados à Braga

#### République tchèque
- Basilique Saint-Georges à Prague

#### Royaume-Uni
- Abbaye de Downside (depuis 1935)
- Basilique de Notre-Dame de Walsingham (depuis 2015)

#### Suisse
- Basilique Notre-Dame à Fribourg
- Basilique Notre-Dame à Genève
- Basilique Notre-Dame du Valentin à Lausanne (depuis 1992)
- Basilique Notre-Dame à Neuchâtel (ou « Église Rouge ») (depuis le 29 juin 2008)
- Basilique de Valère à Sion en Valais (depuis 1984)
- Basilique de l'Abbaye de Saint-Maurice, en Valais (depuis 1948)

### Amérique

#### Argentine
- Basilique Nuestra Señora de la Merced à Buenos Aires
- Basilique Saint-Nicolas à Buenos Aires
- Basilique Notre-Dame à Luján

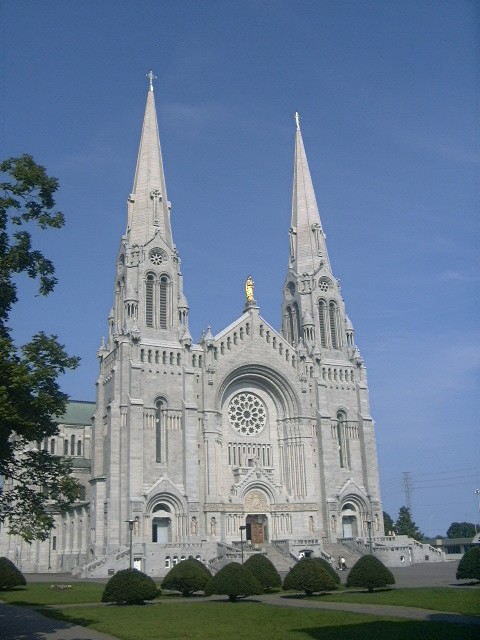
Basilique Sainte-Anne-de-Beaupré

- Basilique-cathédrale Notre-Dame-du-Rosaire à Rosario
- Cathédrale Saint-Pierre-et-Sainte-Cécile de Mar del Plata

#### Bolivie
- Basilique Notre-Dame de Copacabana
- Cathédrale métropolitaine de Sucre
- Basilique San Francisco de La Paz

#### Brésil
- Basilique Notre-Dame d'Aparecida à Aparecida (depuis 1980)
- Basilique Notre-Dame-du-Rosaire à Caieiras
- Basilique Notre-Dame-du-Mont-Carmel à São Paulo
- Basilique du Sacré-Cœur de Jésus à Recife[4],[5]
- Sanctuaire du Bom Jesus de Matosinhos à Congonhas

#### Canada
- Basilique-cathédrale Notre-Dame de Québec (depuis 1874)
- Basilique-cathédrale Notre-Dame d'Ottawa (depuis 1879)
- Basilique Sainte-Anne-de-Beaupré (depuis 1887)
- Basilique-cathédrale Marie-Reine-du-Monde de Montréal (depuis 1919)
- Oratoire Saint-Joseph du Mont-Royal (depuis 1954)
- Basilique-cathédrale Saint-Michel à Sherbrooke (depuis 1954)
- Sanctuaire Notre-Dame-du-Cap à Trois-Rivières, secteur Cap-de-la-Madeleine (depuis 1954)
- Basilique Notre-Dame de Montréal (depuis 1982)
- Basilique Saint Michael's à Miramichi, Nouveau-Brunswick (depuis 1988)
- Basilique Saint-Patrick à Montréal (depuis 1982)
- Basilique-cathédrale Sainte-Cécile à Salaberry-de-Valleyfield (depuis 1991)
- Basilique Sainte-Anne de Varennes (depuis 1982)
- Basilique Saint-Frédéric à Drummondville (depuis 2015)
- Basilique Saint-Jean-Baptiste de Saint-Jean, à Saint-Jean de Terre-Neuve (depuis 1955)
- Basilique Notre-Dame-du-Perpétuel-Secours de Labrador City (depuis 2007)

#### Chili
- Basilique Notre-Dame-du-Mont-Carmel de Maipú, également reconnue sanctuaire national
- Basilique du Saint-Sauveur de Santiago
- Basilique Notre-Dame-du-Perpétuel-Secours de Santiago
- Basilique Notre-Dame-de-Lourdes de Santiago[6]
- Basilique Notre-Dame-de-la-Merci de Santiago[7]

#### Colombie
- Cathédrale de l'Immaculée-Conception de Bogota

- Basilique Notre-Dame-de-la-Miséricorde de Yarumal
- Cathédrale Notre-Dame-du-Rosaire de Manizales
- Cathédrale de l'Immaculée-Conception de Medellín
- Sanctuaire de Las Lajas

#### Costa Rica
- Basilique Notre-Dame-des-Anges de Cartago

#### Cuba
- Basilique Saint-François-d'Assise à La Havane
- Basilique Notre-Dame-de-Charité d'El Cobre à Santiago de Cuba
- Basilique-cathédrale Notre-Dame-de-l'Assomption de Santiago de Cuba

#### Équateur
- Basilique du Vœu national de Quito
- Sanctuaire Notre-Dame-de-la-Présentation d'El Quinche

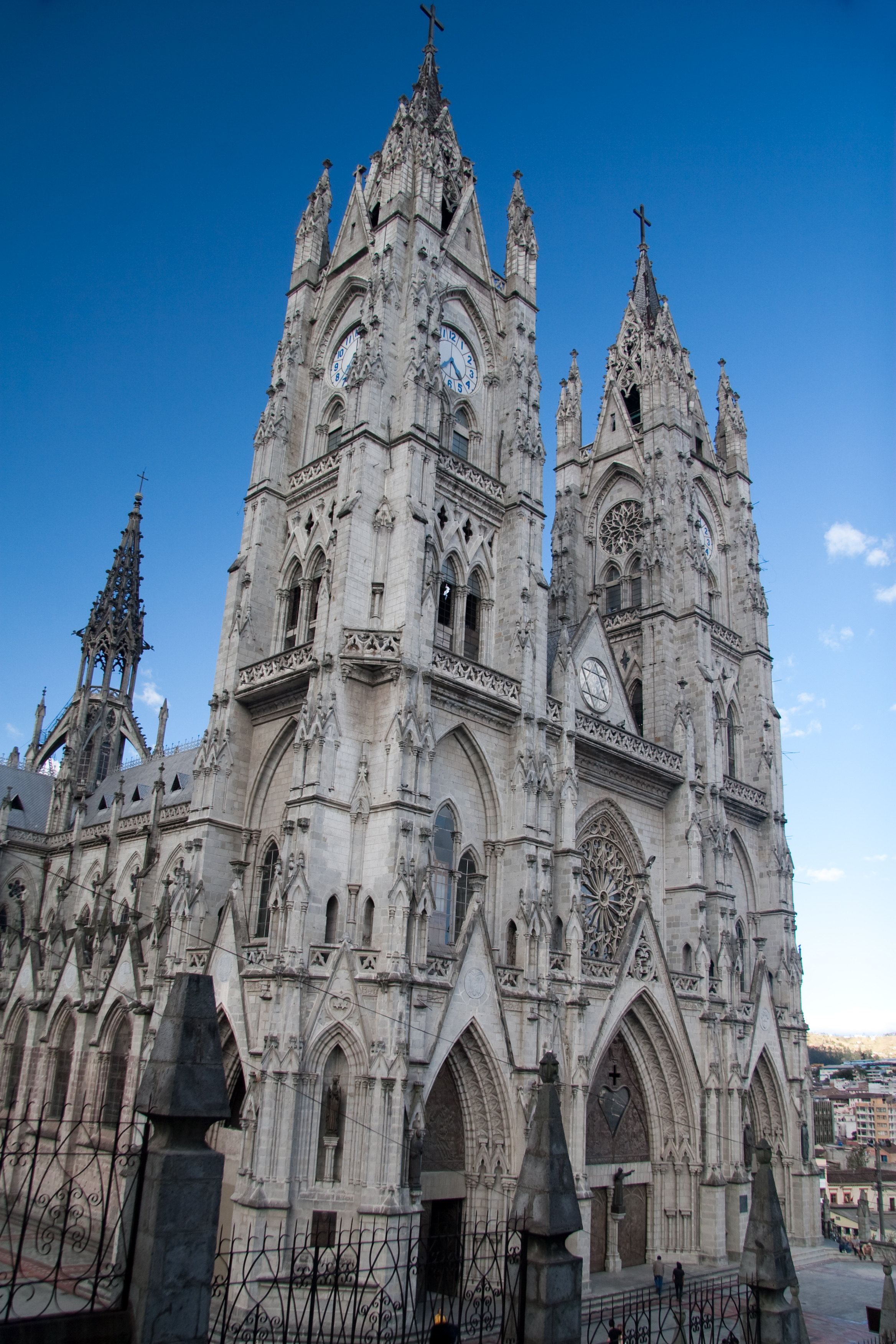
Basilique du Vœu National de Quito

#### États-Unis

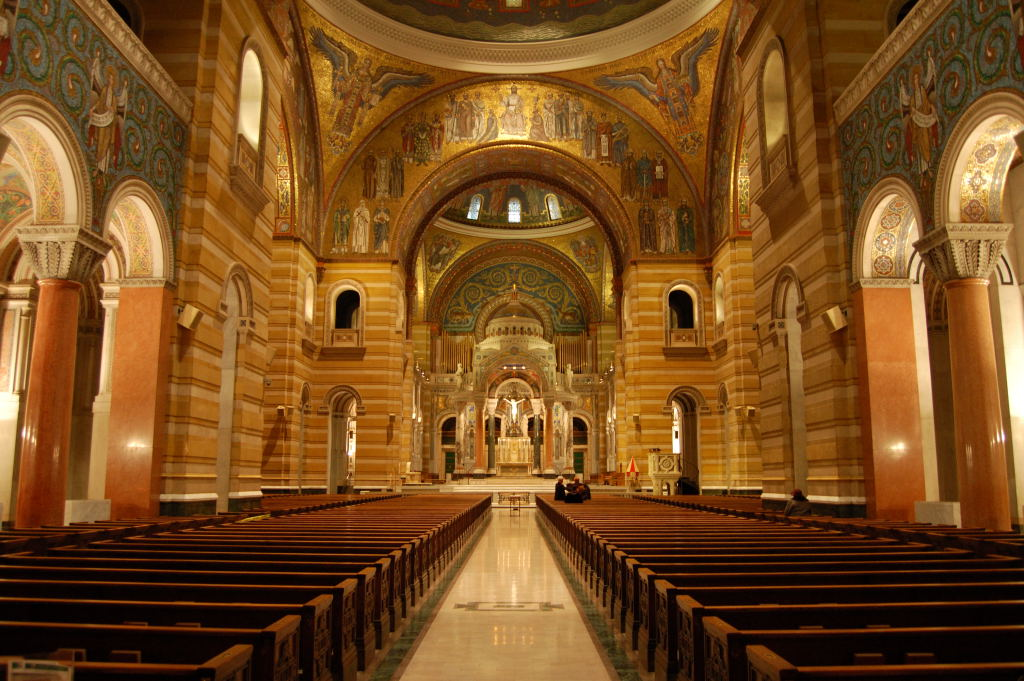
Cathédrale-Basilique Saint-Louis à Saint-Louis (Missouri).

- Basilique Saint-Michel-Archange à Loretto, Pennsylvanie
- Basilique Sainte-Anne de Scranton, Scranton, Pennsylvanie
- Cathédrale-Basilique Saint-Louis à Saint-Louis (Missouri).
- Cathédrale Saint-Louis-Roi-de-France de Saint-Louis, (Missouri).
- Basilique Saint-Joseph de Bardstown à Bardstown, Kentucky.
- Basilique du sanctuaire national de l'Immaculée Conception à Washington.
- Basilique du Sanctuaire national de Notre-Dame de l'Assomption à Baltimore, Maryland.
- Basilique Notre-Dame-des-Douleurs de Chicago, Illinois.
- Basilique Saint-Adalbert de Buffalo, État de New York.
- Cathédrale de l'Assomption de Covington, Kentucky.
- Basilique Saint-François-Xavier de Dyersville, Iowa
- Basilique Saint-Pierre-et-Saint-Paul de Lewiston, Maine
- Basilique Sainte-Marie de Minneapolis, Minnesota
- Cathédrale de l'Immaculée-Conception de Mobile, Alabama
- Basilique Saint-François-Xavier de Vincennes, Indiana.
- Basilique Saint-Joseph de Webster, Massachusetts
- Basilique Sainte-Marie, Étoile de la mer à Key West, Floride
- Basilique San Albino à Mesilla, Nouveau-Mexique
- Basilique Sainte-Marie, Phoenix, Arizona
- Église Sainte-Anne, Détroit, Michigan
- Mission Saint-François-d'Assise, San Francisco, Californie
- Basilique Notre-Dame-de-Saint-Jean-du-Val de San Juan, San Juan, Texas
- Basilique Sainte-Marie-Auxiliatrice d'Erin, Erin, Wisconsin
- Cathédrale du Doux-Nom-de-Marie d'Hagåtña, Hagåtña, Guam
- Basilique Notre-Dame-de-Fátima de Lewiston, Lewiston, État de New York
- Basilique du Sacré-Cœur-de-Jésus d'Atlanta, Atlanta, Géorgie
- Sanctuaire Petite-Fleur de Royal Oak, Royal Oak, Michigan

#### Mexique
- Basilique Métropolitaine de Puebla à Puebla.

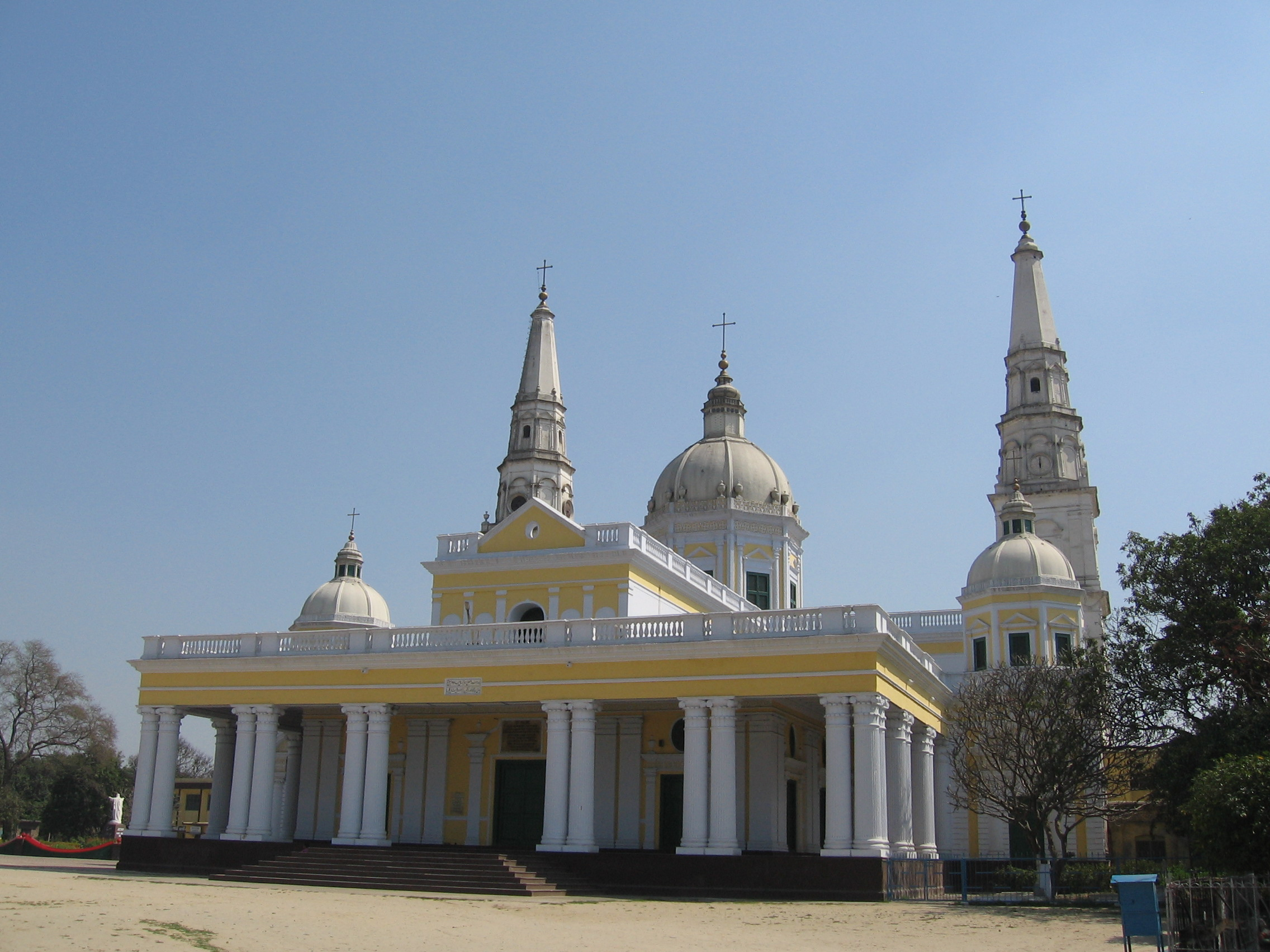
La basilique Notre-Dame-de-Grâces, à Sardhana

- Basilique Notre-Dame-de-Guadalupe à Mexico.
- Basilique Notre-Dame-de-Guadalupe à Monterrey.
- Basilique de l'Immaculée-Conception-de-Notre-Dame à Chignahuapan.
- Basilique-cathédrale de l'Immaculée-Conception de Durango
- Cathédrale Notre-Dame-de-l'Assomption de Zacatecas

#### Panama
- Cathédrale-basilique Sainte-Marie de Panama City

#### Pérou
- Basilique Santa Rosa de Lima à Lima
- Basilique et monastère Saint-François-d'Assise à Lima
- Basilique et couvent Saint-Pierre de Lima
- Cathédrale Saint-Jean de Lima
- Cathédrale Notre-Dame-de-l'Assomption de Cuzco
- Basilique de Marie Auxiliatrice à Lima[8]
- Basilique Saint-Dominique à Lima[9]
- Basilique et couvent Notre-Dame-de-la-Merci à Lima[10],[11]
- Cathédrale Notre-Dame d'Arequipa
- Basilique de la merci à Cuzco[12]
- Cathédrale de Trujillo

#### République dominicaine
- Basilique Nuestra Señora de la Altagracia à Higüey
- Cathédrale Notre-Dame-de-l'Incarnation de Saint-Domingue

#### Venezuela
- Basilique-cathédrale Nuestra Señora del Socorro à Valencia
- Basilique Sainte-Chapelle de Caracas

### Afrique

#### Algérie
- Basilique Notre-Dame d'Afrique, à Alger.
- Basilique Saint-Augustin, à Annaba.

#### Bénin
- Basilique de l'Immaculée-Conception de Ouidah

#### Cameroun
- Basilique Marie-Reine-des-Apôtres, à Yaoundé.

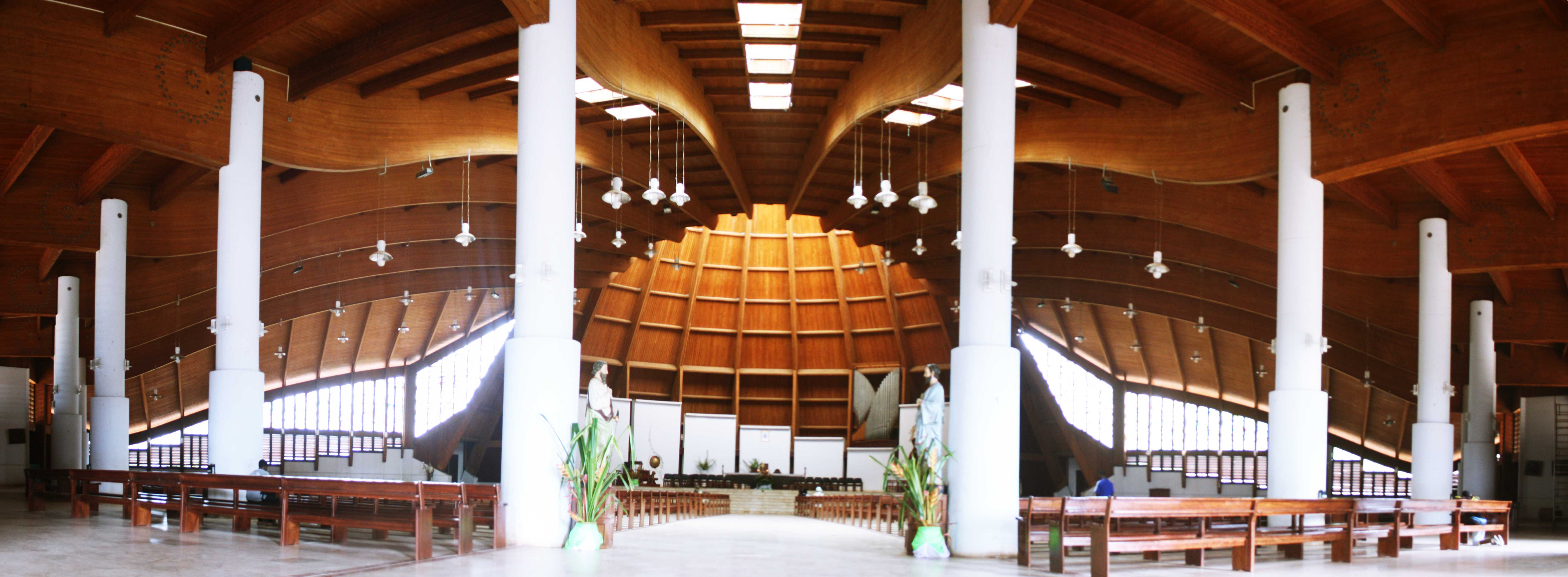
Intérieur Basilique Marie-Reine des apôtres au Cameroun

#### République du Congo
- Basilique Sainte-Anne-du-Congo, à Brazzaville.

#### Égypte
- Co-cathédrale Notre-Dame d'Héliopolis
- Basilique Sainte-Thérèse-de-l'enfant-Jésus du Caire[13],[14]

#### Ghana
- Cathédrale saint-Pierre de Kumasi[15]
- Basilique-cathédrale Notre-Dame-des-Sept-Douleurs de Navrongo[16]
- Basilique Saint-Joseph d'Elmina[17]
- Basilique sainte-Thérèse de l'Enfant-Jésus de Nandom[18]

#### Kenya
- Cathédrale de la Sainte-Famille de Nairobi

#### Côte d'Ivoire
- Basilique Notre-Dame-de-la-Paix, à Yamoussoukro.

#### Ouganda
- Basilique des Martyrs-de-l'Ouganda, à Namugongo.
- Sanctuaire des martyrs de Munyonyo[19]

#### Sénégal
- Basilique Notre-Dame-de-la-Délivrande, à Popenguine.

#### Rwanda
- Basilique-cathédrale Notre-Dame-de-l'Immaculée-Conception, à Kabgayi.

### Asie

#### Chine
- Basilique de She Shan à Shanghai

#### Inde
- Basilique du Bon-Jésus, à Goa
- Basilique Notre-Dame-de-Grâces de Sardhana, en Uttar Pradesh.
- Basilique Notre-Dame-des-Douleurs à Thrissur, au Kerala
- Basilique du Sacré-Cœur-de-Jésus, à Pondichéry (Puducherry)
- Basilique du Saint-Rosaire de Bandel, au Bengale-Occidental
- Basilique Saint-Thomas de Chennai, au Tamil Nadu.
- Cathédrale Sainte-Croix de Cochin, au Kerala
- Basilique Notre-Dame-du-Mont de Bandra
- Basilique de la Maternité-Divine d'Ulhatu

#### Japon
- Basilique des Vingt-Six Saints Martyrs du Japon, à Nagasaki.

#### Liban
- Sanctuaire Notre-Dame-du-Liban de Harissa

#### Philippines
- Basilique du Nazaréen noir, à Manille.
- Basilique Saint-Sébastien, à Manille.
- Basilique-cathédrale de l'Immaculée-Conception de Manille
- Basilique San Lorenzo Ruiz à Manille[20]

#### Taïwan
- Cathédrale du Saint-Rosaire, à Kaohsiung.
- Basilique de l'Immaculée-Conception de Wanjin, à Wanluan, comté de Pingtung.

#### Vietnam
- Basilique Notre-Dame de La Vang, province de Quảng Trị (1961)
- Basilique Notre-Dame-de-l'Immaculée-Conception à Hô Chi Minh-Ville (Saïgon) (1962)
- Basilique de l'Immaculée-Conception, Phú Nhai, province de Nam Định (2008)
- Basilique Sở Kiện ou basilique de l'Immaculée Conception à Kiện Khê (vi), province de Hà Nam (2010)

### Océanie

#### Australie
- Basilique Notre-Dame-des-Victoires à Camberwell, dans la banlieue de Melbourne.
- Basilique Sainte-Marie-des-Anges de Geelong, Victoria
- Basilique-cathédrale Saint-Patrick de Melbourne
- Basilique-cathédrale Sainte-Marie de Sydney

#### Guam
- Cathédrale du Doux-Nom-de-Marie d'Hagåtña à Hagåtña

#### Samoa
- Basilique Sancta Anna à Leulumoega

### Tonga
- Basilique Saint Antoine de Padoue à Nuku'alofa